# Yawar Mayo, Río de Sangre
Yawar Mayo, río de sangre es un cortometraje etnográfico escrito y dirigido por Victoria Yolanda Chicón Yarlequé,estrenado en 1985. Fue filmado en Lima por la Empresa Productora: Sideral Films. Con un enfoque etnomusicológico y antropológico se filmó a los danzantes de Huancavelica residentes en Lima, quienes participaron en dichas escenas. Es apta para mayores de 18 años.

## Sinopsis
Yawar Mayo, río de sangre es un documental peruano, que hace uso del enfoque etnomusicológico y antropológico para presentar a los danzantes de tijeras de los Andes peruanos. La producción busca visibilizar diferentes características de la danza; entre ellas el aspecto ritual donde se muestran las distintas expresiones culturales que dejan en evidencia el vínculo con lo espiritual y lo divino, propias de la cultura andina.
De igual manera, se puede observar que a través de una serie de destrezas acrobáticas y en una suerte de competencia para representar a su comunidad, los danzantes dan a conocer la resistencia, que cada participante necesita, para protagonizar diferentes actividades físicas, poniendo en peligro sus propias vidas al prolongarse por varios días. Es de hacer notar que al final de las etapas de destrezas se llegan a ejecutar las llamadas pruebas de sangre, en las que el danzante si sangra pierde.
En el documental solo participaron los danzantes de Huancavelica que residen en la ciudad de Lima.

## Restauración
En el 2021, la Filmoteca de la Pontificia Universidad Católica del Perú, inició el proceso de restauración del cortometraje Yawar Mayo, río de sangre, por resultar ganadora del proyecto de restauración y digitalización, «Estímulo a la Preservación Audiovisual» concedido por la Dirección del Audiovisual, la Fonografía y los Nuevos Medios (DAFO) del Ministerio de Cultura de Perú, en relación con los «Estímulos económicos para el fomento de la actividad cinematográfica y audiovisual 2021».
Del 8 al 17 de agosto del 2023, la versión restaurada del cortometraje se proyectó como parte de la Muestra de Clásicos restaurados peruanos del 27 Festival de Cine de Lima. La proyección se realizó en la Sala Azul del Centro Cultural de la PUCP.